# Günther Förg
Günther Förg (Füssen, 5 de diciembre de 1952 - Friburgo de Brisgovia, 5 de diciembre de 2013) fue un destacado pintor, diseñador gráfico, escultor y fotógrafo alemán. Su estilo abstracto estaba influido por la pintura abstracta estadounidense.

## Biografía
Estudió desde 1973 hasta 1979 en la Academia de Bellas Artes de Múnich con Karl Fred Dahmen. Su primera exposición individual se celebró en 1980 en la galería muniquesa de Rüdiger Schöttle. De 1992 a 1999 enseñó en la Staatliche Hochschule für Gestaltung de Karlsruhe. En 1996, recibió el Premio Wolfgang Hahn. A partir de 1999, trabajó como profesor en Múnich. En 2007 abrió por primera vez una exposición en su lugar de nacimiento, Füssen.
Falleció en Friburgo de Brisgovia el 5 de diciembre de 2013 a los 61 años.

## Obra
Sus cuadros de abstracción geométrica, intensamente tintadas, tienen un carácter decorativo muy fuerte. Förg combinó materiales y medios diversos en la pintura, escultura y fotografía. Los temas de sus fotografías arquitectónicas a gran escala son estética Bauhaus y fascismo, mientras que sus cuadros de pared monócromas y pinturas de plomo son reflexiones sobre el arte. En el campo de la fotografía, sus obras maestras centrales son las obras en Wittgenstein House, Casa Malaparte, Casa del Fascio y más, desde 1980-2006. En una exposición reciente, Q2 2009 en Berlín, «60 Jahre / 60 Werke» en el 60.º aniversario de la República Federal de Alemania, la fotografía de Förg fue representada por 5 fotografías sobresalientes: "Ida", 1985/86 (180x120cm); "Treppenhaus München", 1986 (180x120cm); "Michaela", 1986 (180x120cm), "Asilo d'infanzia, Sant Elia, Como", 1986, (180x120cm), "Asilo d'Infanzia, Sant Elia, Como", 1986 (180x120cm).
Förg fue mencionado en «Art now vol. 3», Taschen Verlag, 2009 como uno entre los 133 artistas vivos más interesantes. Según Artinvestor Magazine, 2009, Förg tiene un rango global como número 23 cuando se combinan diversos factores, entre ellos una base de coleccionista, resultados de subastas y red de galerías.